# Oleandra pistillaris
Oleandra pistillaris là một loài dương xỉ trong họ Oleandraceae. Loài này được Sw. C. Chr. mô tả khoa học đầu tiên năm 1934.